# 索兰河
索兰河（法語：Solin，法語發音：[sɔlɛ̃]）是法国中央-盧瓦爾河谷大區卢瓦雷省的河流，是卢万河的左支流，长31.3千米。